# Hans Hocheneder
Hans Hocheneder (* 22. Dezember 1880 in Wien; † 7. Februar 1932 in Graz) war ein österreichischer Politiker der  Christlichsozialen Partei (CSP).

## Leben
Nach Volksschule und Unterrealschule besuchte Hocheneder die k.u.k. Artillerie-Kadettenschule in Wien. Er wurde 1899 Berufsoffizier und 1918 Generalstabsoffizier. Die österreichische Wehrmacht übernahm ihn 1920 als Zivilangestellten der Heeresverwaltung. 1921 wurde er im Legitimistischen Corps Danubia Graz recipiert. Als Mitglied der Christlichsozialen Partei saß er vom 1. Dezember 1920 bis zum 4. Dezember 1930 im Bundesrat (Österreich). Ende November 1923 war er 10 Tage lang Vorsitzender des Bundesrates. 1931 wurde er im 52. Lebensjahr als Generalmajor pensioniert.

## Politische Mandate
- 1. Dezember 1920 bis 4. Dezember 1930: Mitglied des Bundesrates (I., II., III. und IV. Gesetzgebungsperiode), CSP
- 20. November 1923 bis 30. November 1930: Vorsitzender des Bundesrates (II. Gesetzgebungsperiode)